# Lymantria didymata
Lymantria didymata är en fjärilsart som beskrevs av Sir George Hamilton Kenrick 1914. Lymantria didymata ingår i släktet Lymantria och familjen tofsspinnare. Inga underarter finns listade i Catalogue of Life.